# Fabrice Estebanez

a Compétitions nationales et continentales officielles uniquement.

b Matchs officiels uniquement.
Dernière mise à jour le 3 juin 2014.
Fabrice Estebanez, né le 26 décembre 1981 à Carcassonne, est un joueur français de rugby à XIII et de rugby à XV évoluant dans cette variante au poste de centre, demi d'ouverture voire arrière.
Il débute à XIII, où il a notamment porté les couleurs du XIII limouxin et de Toulouse, et est devenu international.
Il entame ensuite une carrière à XV où il évolue notamment au sein des effectifs du CA Brive, qui lui permet d'obtenir des sélections en équipe de France de rugby à XV avec qui il joue la Coupe du monde 2011 en Nouvelle-Zélande, et du Racing Métro 92, du Lyon OU et du FC Grenoble, où il termine sa carrière en 2017. Après sa carrière de joueur, il devient entraîneur de rugby à XV.

## Biographie

### Carrière
Son père, René Estebanez, est un ancien joueur et entraineur de rugby à XIII. Fabrice Estebanez commence naturellement par le rugby à XIII à l'école de rugby de Pamiers XIII, puis en minimes au XIII Limouxin. En junior, il passe une première fois au rugby à XV, en allant à l'US Colomiers. En 2001, Estebanez revient au XIII limouxin pendant trois ans avant de rejoindre Toulouse olympique XIII où avec son frère Cédric Estebanez il atteint en 2005, les demi-finales de la coupe d'Angleterre. Il obtient 25 sélections en équipe de France de rugby à XIII.
En 2006, il rejoint le club de rugby à XV de Gaillac qui vient d'être promu en Pro D2. En 2007, il joue en Top 14 après avoir signé au CA Brive. Son poste de prédilection est premier centre. Le 20 janvier 2010, il est appelé par le sélectionneur Marc Lièvremont pour faire partie du groupe de l'équipe de France pour le Tournoi des Six Nations.
Il honore sa première cape internationale pour le XV de France, le 13 novembre 2010 contre l'équipe des Fidji à Nantes. Sa saison 2010-2011 est clôturée par un transfert vers le Racing Métro 92. Le 21 août 2011, il est retenu par Marc Lièvremont dans la liste des trente joueurs qui disputent la coupe du monde.
Il signe à la fin de la saison 2013-2014 un contrat de 3 ans faveur du Lyon OU.
En novembre 2014, il est sélectionné dans l'équipe des Barbarians français pour affronter la Namibie au Stade Mayol de Toulon.
En juin 2017, il est de nouveau sélectionné pour jouer avec les Barbarians français qui affrontent l'équipe d'Afrique du Sud A les 16 et 23 juin en Afrique du Sud. Pas utilisé lors du premier match puis titulaire pour le second, les Baa-baas s'inclinent 36 à 28 à Durban puis 48 à 28 à Soweto.

### Reconversion
En novembre 2016, il est membre de la liste menée par Bernard Laporte pour intégrer le comité directeur de la Fédération française de rugby. Lors de l'élection du nouveau comité directeur, le 3 décembre 2016, la liste menée par Bernard Laporte obtient 52,6% des voix, soit 29 sièges, contre 35,28% des voix pour Pierre Camou (6 sièges) et 12,16% pour Alain Doucet (2 sièges). Fabrice Estebanez intègre ainsi le comité directeur et Bernard Laporte est élu à la présidence de la fédération française de rugby.
En 2018, il devient entraîneur des arrières de l'équipe de France développement des moins de 20 ans.
En février 2019, il quitte son poste au comité directeur, officiellement pour des « raisons personnelles », tandis que le JDD affirme qu'il démissionne afin de pouvoir être rémunéré par la FFR pour son poste d'entraîneur.
En 2020, il devient entraîneur des arrières de l'équipe de France des moins de 20 ans.
En 2022, il devient manager principal de l'US bressane.

## Parcours en club
- Pamiers XIII
- XIII limouxin
- Toulouse olympique XIII
- 2006-2007 : UA Gaillac
- 2007-2011 : CA Brive
- 2011-2014 : Racing Métro 92
- 2014-2015 : Lyon OU
- 2015-2017 : Football Club de Grenoble rugby

## Palmarès
- Vainqueur du championnat de Federale 1 2006
- 8 sélections en équipe de France entre 2010 et 2011
- Sélections par année : 3 en 2010, 5 en 2011

### Tournoi des Six Nations
| Édition          | Rang | Résultats France | Résultats Estebanez | Matchs Estebanez |
| ---------------- | ---- | ---------------- | ------------------- | ---------------- |
| Six Nations 2011 | 2    | 3 v, 0 n, 2 d    | 1 v, 0 n, 0 d       | 1/5              |

Légende : v = victoire ; n = match nul ; d = défaite ; la ligne est en gras quand il y a Grand Chelem.

### Coupe du monde
En Coupe du monde :
- 2011 : 3 sélections (Japon, Nouvelle-Zélande, Tonga)

| Édition               | Rang     | Résultats France | Résultats F.Estebanez | Matchs F.Estebanez |
| Nouvelle-Zélande 2011 | Deuxième | 4 v, 0 n, 3 d    | 1 v, 0 n, 2 d         | 3/7                |

Légende : v = victoire ; n = match nul ; d = défaite.